# Morušovník

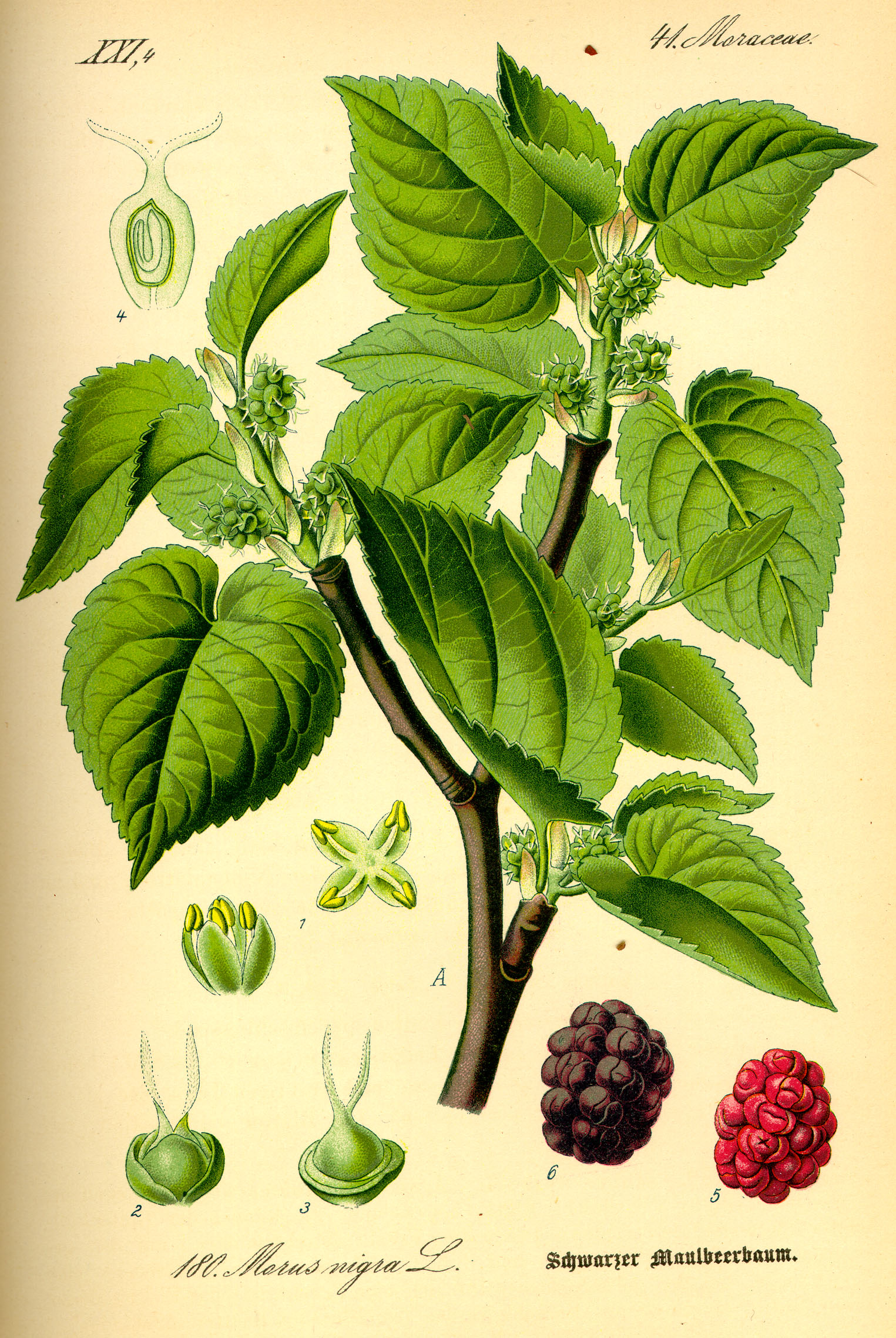
Morušovník černý v atlasu rostlin Wilhelma Otty Thomé z roku 1885

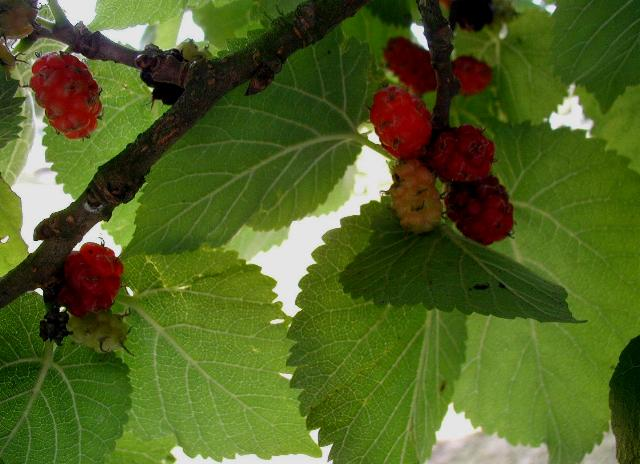
Plody morušovníku černého

Morušovník (Morus) je rod rostlin patřící do čeledi morušovníkovité (Moraceae), dožívající se i několika stovek let. Plodem morušovníku je ovoce nazývané moruše a tvarem velmi podobné ostružině. Jde o plodenství nažek uzavřených do zdužnatělého okvětí (u ostružiny mluvíme o souplodí peckoviček). Plodenství jsou tmavě fialová anebo bílá v případě druhu morušovník bílý (Morus alba). Moruše s tmavým zabarvením obsahují významné množství léčivého resveratrolu.
Morušovníky jsou ovocné stromy, které – měřeno českými klimatickými podmínkami – jsou pěstovány zejména v teplých a úrodných oblastech (doporučované jsou především vinorodé oblasti), ale existuje řada příkladů, že přežijí i tuhé zimy v oblastech chladnějších (např. v Česku, v Ostravě nebo v Trutnově). Na českém území jsou známé již dlouhou dobu a místy se pěstují již po staletí a oteplování klimatu značně usnadňuje jejich šíření v Evropě.

## Historie
V jižní Evropě byly plody známé a sklízené již od antického starověku. Na území českých zemí jsou semínka moruší archeologickými nálezy doložena ze středověku, z nové doby jsou doklady například z poloviny 19. století z Prahy, kde byly morušové háje vysazeny jednak podél promenády na šancích, a dále na Petříně, tam se jim tak dařilo, že se úroda sklízela dvakrát ročně.

## Současnost
V současnosti se moruše v Česku pěstují kromě pražské botanické zahrady například v Ostravě nebo v Trutnově. V české krajině najdeme spíše starší stromy, ve srovnání s jabloněmi jde o velmi málo vysazovaný ovocný strom. Oteplování klimatu ovšem značně usnadňuje šíření morušovníku v Evropě.

## Použití

### Ovoce
Plody morušovníku (druhů Morus nigra, Morus rubra a Morus alba) zvané moruše jsou jedlé a velmi chutné ovoce, v Evropě kdysi velmi oblíbené, nyní pozapomenuté. Jsou příjemně sladké a šťavnaté, dozrávají postupně během několika týdnů a nemohou být tedy sklizeny z jednoho stromu najednou. Konzumují se jak plody morušovníku černého tak morušovníku bílého. Z plodů se vyrábí sirup nebo čaj, který se používá i v léčitelství.

### Hedvábí
Morušovník je od dávné minulosti používán k výrobě pravého hedvábí. Listy morušovníku jsou jedinou potravou housenky motýla bource morušového a mají tedy nezastupitelný význam při výrobě přírodního hedvábí.

### Dřevo a okrasné stromy
V Japonsku se užívá dřevo morušovníku k výrobě speciálních soudků a v Turecku k výrobě hudebních nástrojů.
Některé druhy lze použít jako okrasné rostliny. Je to efektní solitéra.

## Druhy
- morušovník bílý
- morušovník černý